# Municipio de Apple River
El municipio de Apple River (en inglés: Apple River Township) es un municipio ubicado en el condado de Jo Daviess en el estado estadounidense de Illinois. En el año 2010 tenía una población de 498 habitantes y una densidad poblacional de 10,42 personas por km².

## Geografía
El municipio de Apple River se encuentra ubicado en las coordenadas 42°29′1″N 90°8′19″O / 42.48361, -90.13861. Según la Oficina del Censo de los Estados Unidos, el municipio tiene una superficie total de 47.8 km², de la cual 47,8 km² corresponden a tierra firme y (0 %) 0 km² es agua.

## Demografía
Según el censo de 2010, había 498 personas residiendo en el municipio de Apple River. La densidad de población era de 10,42 hab./km². De los 498 habitantes, el municipio de Apple River estaba compuesto por el 97,19 % blancos, el 0,2 % eran afroamericanos, el 0,4 % eran amerindios, el 1 % eran de otras razas y el 1,2 % eran de una mezcla de razas. Del total de la población el 1,81 % eran hispanos o latinos de cualquier raza.